# Chapelle-Saint-Ouen
Chapelle-Saint-Ouen é uma comuna francesa na região administrativa da Normandia, no departamento de Sena Marítimo. Estende-se por uma área de 7,6 km². Em 2010 a comuna tinha 133 habitantes (densidade: 17,5 hab./km²).